# Фут (сын Хама)
Фут, Пут (ивр. פוט‎; греч. Φουδ) — третий сын Хама.
Согласно Иосифу Флавию, потомки Фута жили в Ливии, находившейся на северо-западе Африки, рядом с Нубией. Английский церковный писатель Артур Бедфорд в 1730 году полагал, что в Африку вошли два сына Хама, Фут и Мицраим, и потомки Фута распространились вдоль Средиземного моря вплоть до Гибралтарского пролива, особенно вдоль реки Нигер, вплоть до Атлантического океана до островов Зелёного мыса.
По «Книге Праведного» сыновьями Фута были: Гебул, Хадан, Бехан (Бенах) и Адан.